# Góraszka
Góraszka – wieś w Polsce, w województwie mazowieckim, w powiecie otwockim, w gminie Wiązowna. Leży na wschód od Warszawy, wzdłuż drogi nr 17 w kierunku Lublina – zlokalizowany jest w niej węzeł Góraszka na drodze ekspresowej S17. Przystanek autobusowy podmiejskiej linii 720, 722 i 730.
Wieś jest sołectwem w gminie Wiązowna.
Na terenie wsi znajduje się lądowisko Góraszka, gdzie corocznie w latach 1996–2010 odbywał się Międzynarodowy Piknik Lotniczy „Góraszka”.
W latach 1975–1998 miejscowość administracyjnie należała do województwa warszawskiego.
Wierni Kościoła rzymskokatolickiego należą do parafii św. Wojciecha Biskupa i Męczennika w Wiązownie.